# Barnabiten
Die Barnabiten (Kongregation der Regularkleriker vom hl. Paulus, lat.: Clerici regulares S. Pauli decollati, Ordenskürzel: B, CRSP, auch Paulisten) sind eine katholische Ordensgemeinschaft für Männer, die nach der Paulinischen Theologie lebt und lehrt. Ihr gehören vor allem Priester an, die hauptsächlich in der Erziehungsarbeit und Seelsorge tätig sind.

## Geschichte
Die Barnabiten wurden 1530 von Antonio Maria Zaccaria in Mailand gegründet. Zaccaria war ein italienischer Priester und Arzt, der 1897 heiliggesprochen wurde. Mitgründer waren der Jurist Bartolomeo Ferrari und der Mathematiker Giacomo Antonio Morigia, mit denen Zaccaria ab 1530 die vita communis mit dem täglichen Stundengebet lebte. Sie wirkten in Rom als Bußprediger und erregten dadurch den Verdacht der Römischen Inquisition. Doch Papst Clemens VII. griff ein, erkannte die kleine Gemeinschaft 1533 als Kongregation der Regularkleriker des heiligen Paulus (Paulaner) an und gab ihnen die Augustinusregel. Seinen Namen erhielt der Orden durch das im selben Jahr in Mailand bezogene antike Kloster San Barnaba. Die Vereinigung setzte sich zu Beginn ihrer Entstehung die Ziele, die moralische Verwahrlosung in Mailand zu unterbinden, religiöse Bindungen des Klerus zu unterstützen, auf die Laien regelnd einzuwirken, indem sie als Volksmissionare das Volk zur besonderen Verehrung des Altarsakramentes anleiteten und sich dem Studium der Paulusbriefe zu widmen.
Der Orden wurde ein Instrument der Gegenreformation und strebte einen Zusammenschluss mit den Jesuiten an, was Ignatius von Loyola allerdings verhinderte. 1603 rief Heinrich IV. sie nach Frankreich, um die Hugenotten zu bekämpfen und 1626 rief sie Ferdinand II. nach Österreich, wo er ihnen in Wien die Michaelerkirche als Ordensniederlassung anvertraute.
Das Ordensleben forderte strenge Bußzucht und Geißelungen sowie Lehrvorträge und wissenschaftliche Betätigung. So hatten die Paulaner Lehrstühle an Universitäten und Gymnasien inne. Beachtenswert ist das astrologisch-meteorologisches Observatorium bei Sta. Maria della Scala in Moncalieri, welches vom Barnabitenorden gegründet wurde. Beeinflusst vom Orden war z. B. Jeanne-Marie Bouvier de La Guyon (1648–1717).
Die Gemeinschaft zählte im Jahre 2004 385 Mitglieder, darunter 303 Priester, die 66 Pfarrgemeinden betreuten. Es bestehen Mönchsklöster in Italien, Österreich, Belgien, Spanien und Südamerika.
Zaccaria gründete später einen vergleichbaren Orden für Frauen, die Angeliken, bzw. Die Englischen Schwestern vom hl. Paulus, der 1535 von Papst Paul III. anerkannt wurde. Zaccarias Reliquien werden in der Kirche der Angeliken zu Mailand, in S. Barbara, aufbewahrt und werden dort verehrt.

## Bekannte Barnabiten
Bedeutende Mitglieder des Ordens waren Jean-Pierre Nicéron (1685–1738), Paolo Frisi (1728–1784), Giuseppe Parini (1729–1799), Carl Leonhard Reinhold (1757–1823) und Ugo Bassi (1801–1849). Zu zweifelhafter Berühmtheit brachte es der Barnabit Michael Marrano (lat. Murazanus), der im frühen 17. Jahrhundert vor allem beim Adel und hohen Klerikern als Exorzist gefragt war. Zu den Persönlichkeiten, denen er Dämonen austrieb, gehörten der Kardinal von Lothringen und der Bischof von Verdun. Wiederholt versuchte er, die Kinderlosigkeit adeliger Paare durch Exorzismus zu beheben, so etwa bei Antonie von Lothringen und Johann Wilhelm von Jülich-Kleve-Berg, bei Elisabeth Renata von Lothringen und Maximilian I. von Bayern und bei der Herzogin von Mantua und Amadeus von Savoyen.

## Generalsuperiore
- Alessandro Sauli (1567 – 10. Februar 1570)
- Francesco Fontana (1807 – 19. März 1822)
- Giovanni M. Bernasconi (1964–1970)
- Giovanni Villa (24. Juli 2000 – …)